# Napoleon (film, 2003)
Napoleon (v originále Monsieur N.) je francouzsko-britský hraný film z roku 2003, který režíroval Antoine de Caunes. Film měl světovou premiéru na Berlinale v sekci Panorama dne 12. února 2003.

## Děj
Po porážce u Waterloo Angličané intervenovali Napoleona Bonaparta na Svatou Helenu, malý ostrov uprostřed Atlantského oceánu. Padlý císař, kterému Evropa ležela u nohou, se ocitá izolovaný na místě v nepřátelským prostředí. Začne zde sepisovat své paměti a budoval svůj mýtus.
Mladý britský poručík Heathcote chce znát pravdu o událostech z posledních let v životě Napoleona, se kterým se na Svaté Heleně poznal. Hledal svědectví u generálů Bertranda, Montholona a Gourgauda a také guvernéra Hudsona Lowea.

## Obsazení
| Philippe Torreton       | Napoleon Bonaparte                         |
| Richard E. Grant        | Hudson Lowe, guvernér ostrova Svatá Helena |
| Jay Rodan               | Basil Heathcote                            |
| Elsa Zylberstein        | Albine de Montholon                        |
| Roschdy Zem             | Henri-Gatien Bertrand, velkomaršál paláce  |
| Bruno Putzulu           | Jean Baptiste Cipriani                     |
| Stéphane Freiss         | Charles-Tristan de Montholon               |
| Frédéric Pierrot        | Gaspard Gourgaud                           |
| Siobhan Hewlett         | Betsy Balcombe                             |
| Peter Sullivan          | Thomas Reade                               |
| Stanley Townsend        | Barry Edward O'Meara                       |
| Igor Skreblin           | Ali                                        |
| Blanche de Saint-Phalle | Elizabeth Françoise Dillon                 |
| Bernard Bloch           | Von Hogendorp                              |

## Ocenění
- César: nominace v kategoriích nejlepší filmová hudba (Stephan Eicher), nejlepší kamera (Pierre Aïm), nejlepší výprava (Patrick Durand) a nejlepší kostýmy (Carine Sarfati)